# Willard Metcalf

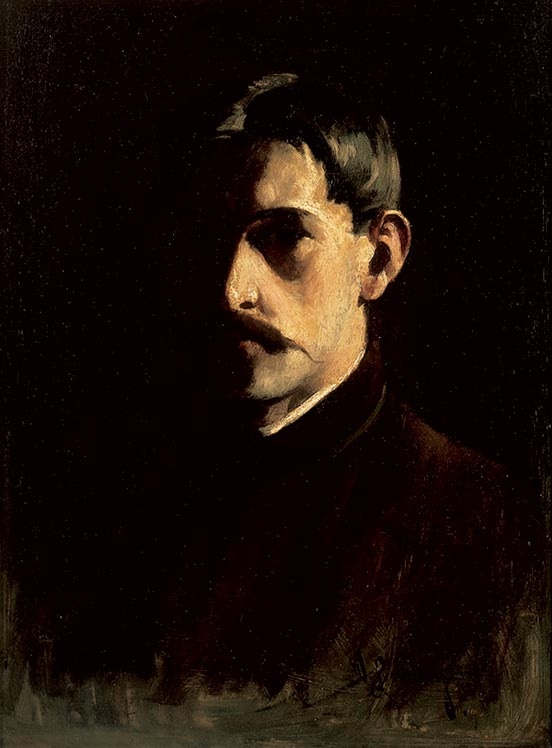
Willard Metcalf, zelfportret

Willard Leroy Metcalf (Lowell, Massachusetts, 1 juli 1858 – New York, 9 maart 1925) was een Amerikaans kunstschilder. Hij wordt gerekend tot het Amerikaans impressionisme.

## Leven en werk
Metcalf groeide op op een farm in Maine. Zijn kunstopleiding begon hij bij een houtgraveur in Boston. Later was landschapsschilder George Loring Brown zijn leraar. Daarnaast volgde hij cursussen bij het Lowell Institute. Van 1876 tot 1878 bezocht hij de Museum School of Fine Arts in Boston.
Op grond van zijn interesse in ornithologie nam hij in 1881 als tekenaar deel aan een expeditie door het zuidwesten van de Verenigde Staten (New Mexico, Arizona) en maakte talrijke illustraties, niet alleen van vogels maar vooral ook van indianenstammen, welke hij publiceerde in vooraanstaande tijdschriften als Harper's Magazine en Century.
Met zijn illustratiewerk verdiende Metcalf voldoende om in 1883 naar Parijs af te kunnen reizen, waar hij ging studeren aan de Académie Julian, onder Gustave Boulanger en Jules-Joseph Lefebvre. In Parijs maakt hij ook kennis met de School van Barbizon en het impressionisme. Hij bezocht de schilders van de School van Pont-Aven (Paul Gauguin) en stichtte samen met Theodore Robinson een Amerikaanse kunstkolonie te Giverny. In 1887 maakte hij een reis door Tunesië en Marokko, waarna hij in 1888 een succesvolle expositie had in de Parijse salon.
In 1888 keerde Metcalf naar Boston terug. In 1891 verhuisde hij naar New York. Aanvankelijk voorzag hij in zijn levensonderhoud als illustrator, portretschilder en leraar, maar na het winnen van de jaarlijkse ‘Webb-prijs’ van de Society of American Artists in 1896 legde hij zich volledig toe op de schilderkunst.
In 1897 was Metcalf een van de oprichters van de Ten American Painters, een genootschap van Amerikaanse impressionistische schilders. Metcalf schreef ook het manifest voor de groepering.
In 1899 maakte hij een aantal grote muurschilderingen voor het 'Appellate Courthouse' te New York. In 1902 reist hij naar Havanna om studies te doen voor muurschilderingen voor de 'Havanna Tobacco Company Store', eveneens te New York.
In 1903 vestigde Metcalf zich in het landelijke Clarke's Gove in Maine, waar hij zijn impressionistische stijl uit zijn periode van Giverny hervatte. In 1905 verhuisde hij naar Old Lyme in Connecticut, waar hij deel uitmaakte van een kunstenaarskolonie. Al die tijd hield hij wel zijn atelier in New York aan en had veel succes met zijn werk bij pers en publiek. Metcalf overleed in 1925, op 66-jarige leeftijd.
Werk van Metcalf bevindt zich momenteel in tal van grote Amerikaanse musea, waaronder het Brooklyn Museum in New York, het Dallas Museum of Art, het Museum of Fine Arts, te Boston en het Smithsonian American Art Museum te Washington D.C. Het Florence Griswold Museum in Old Lyme bezit een van de grootste collecties van zijn werk.

## Galerij

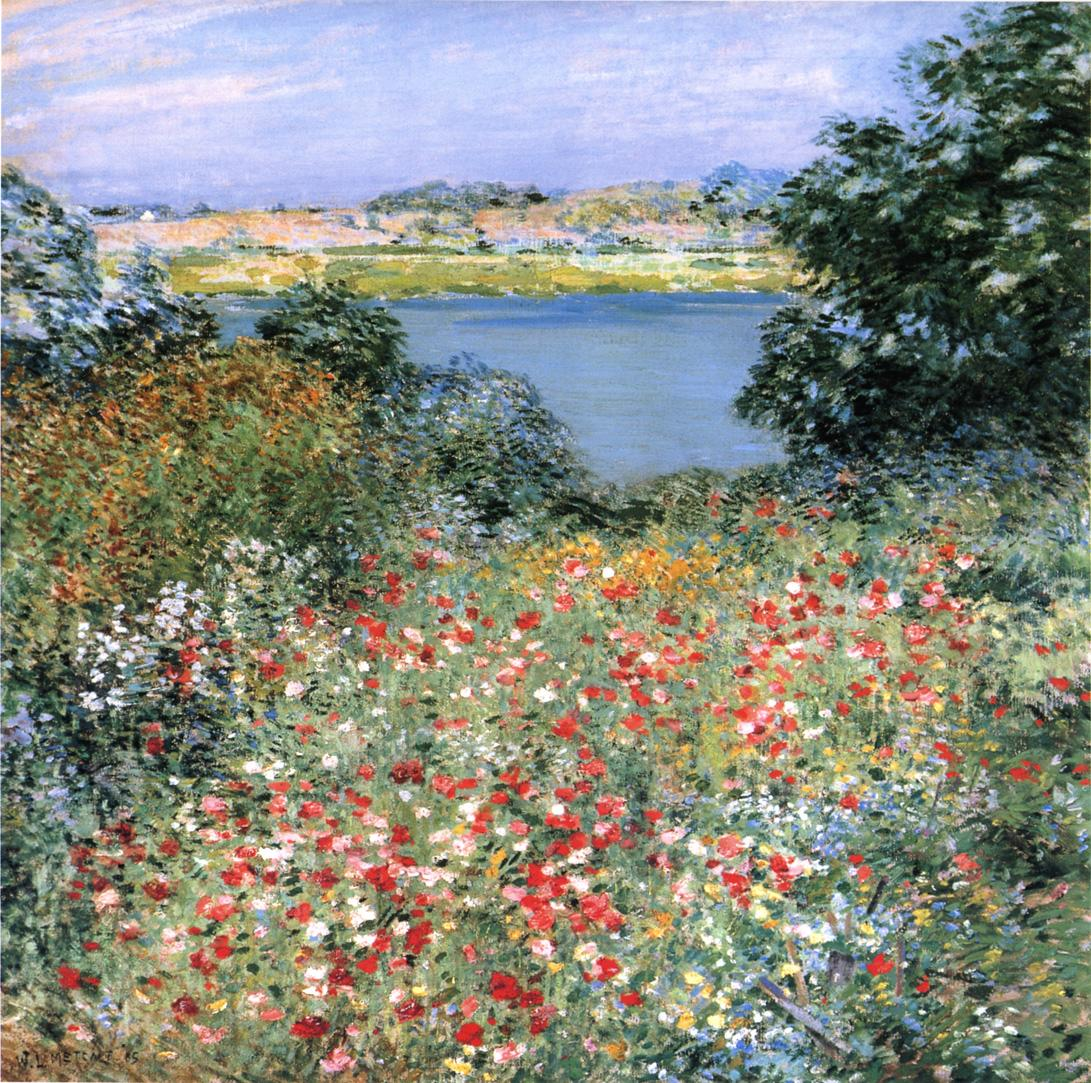
Poppy Garden
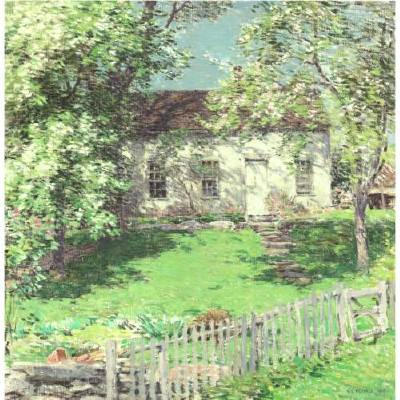
The White House
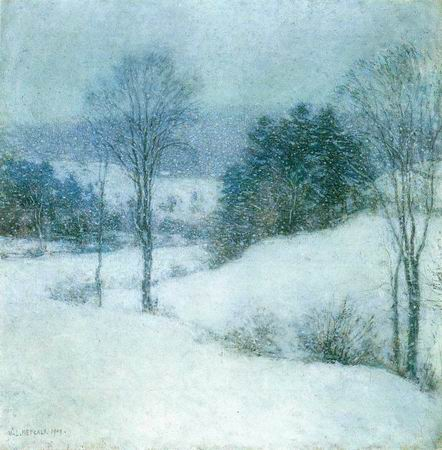
The White Veil
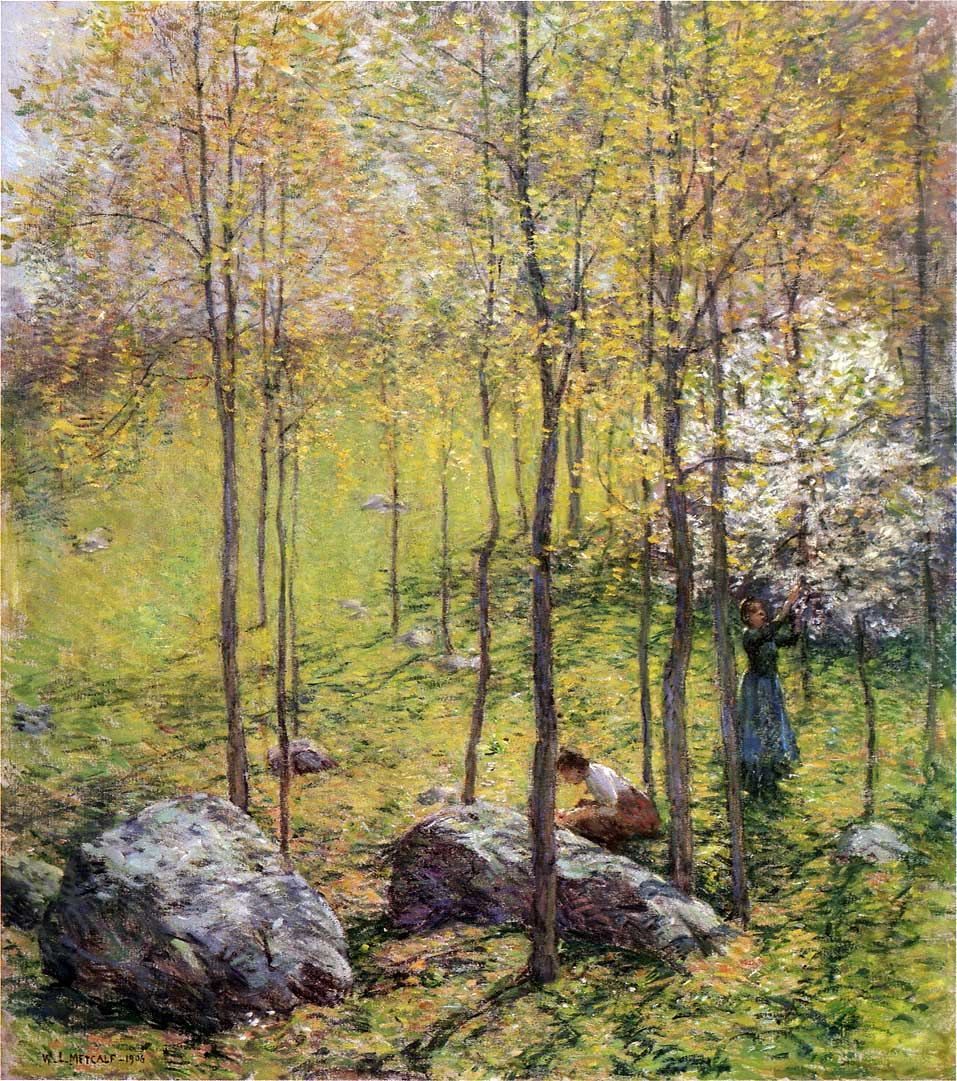
Dogwood Blossoms
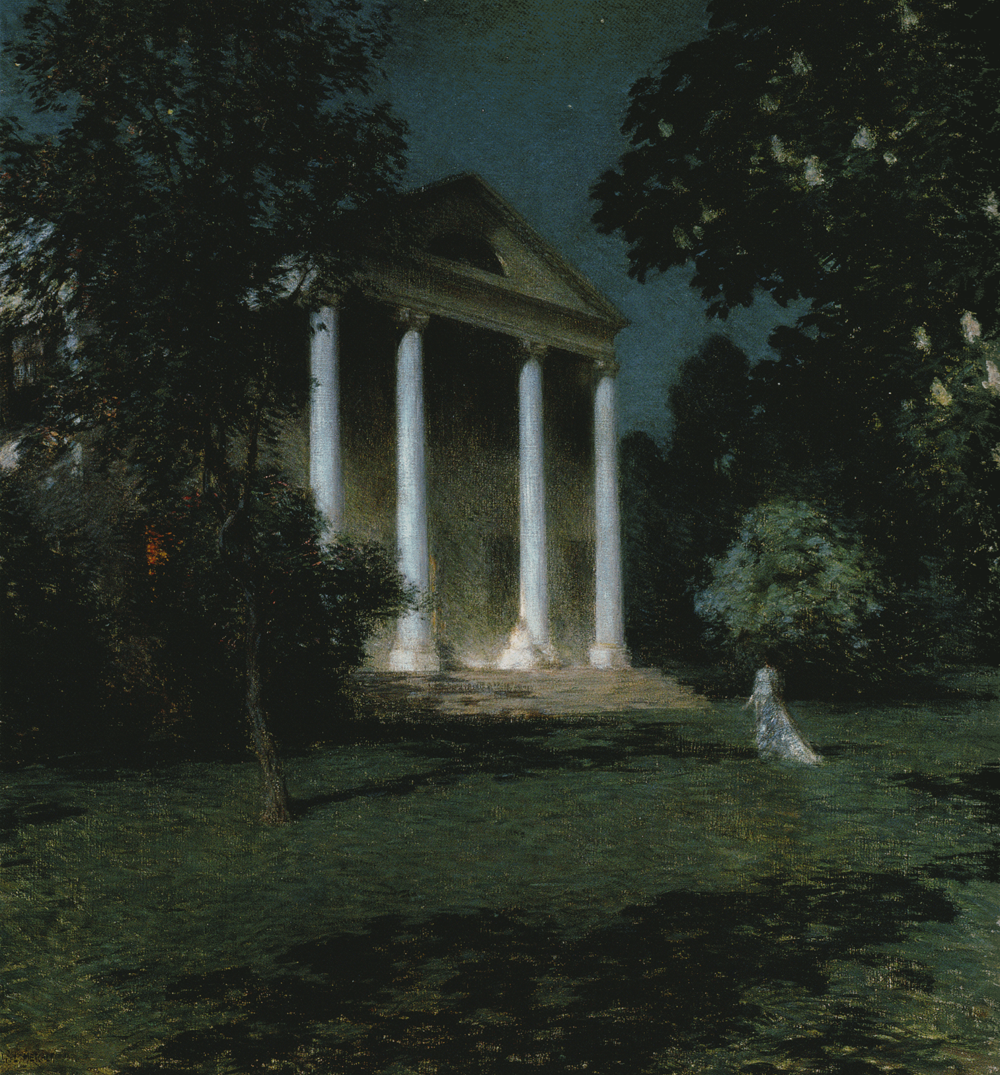
May Night
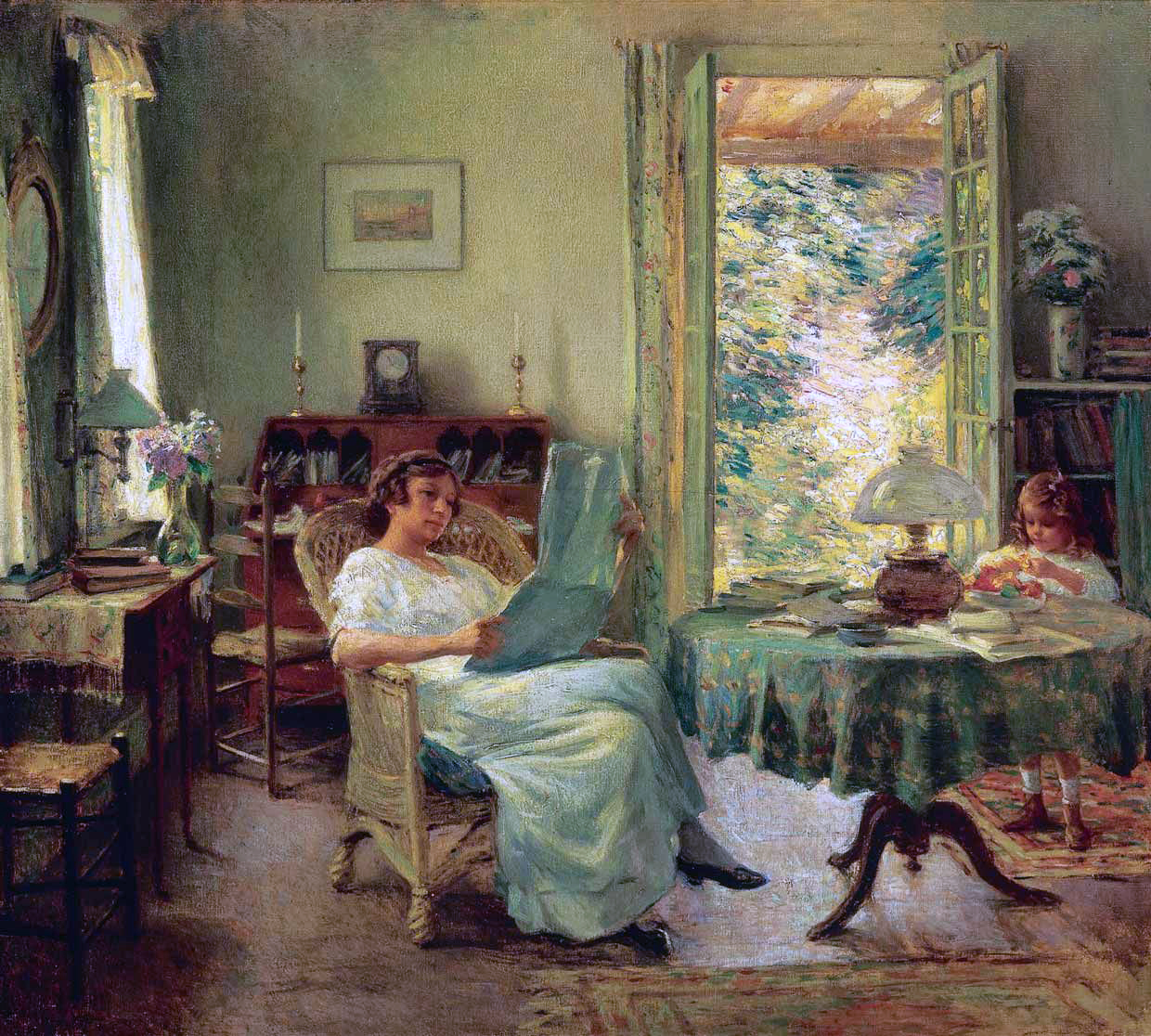
Summer at Hadlyme
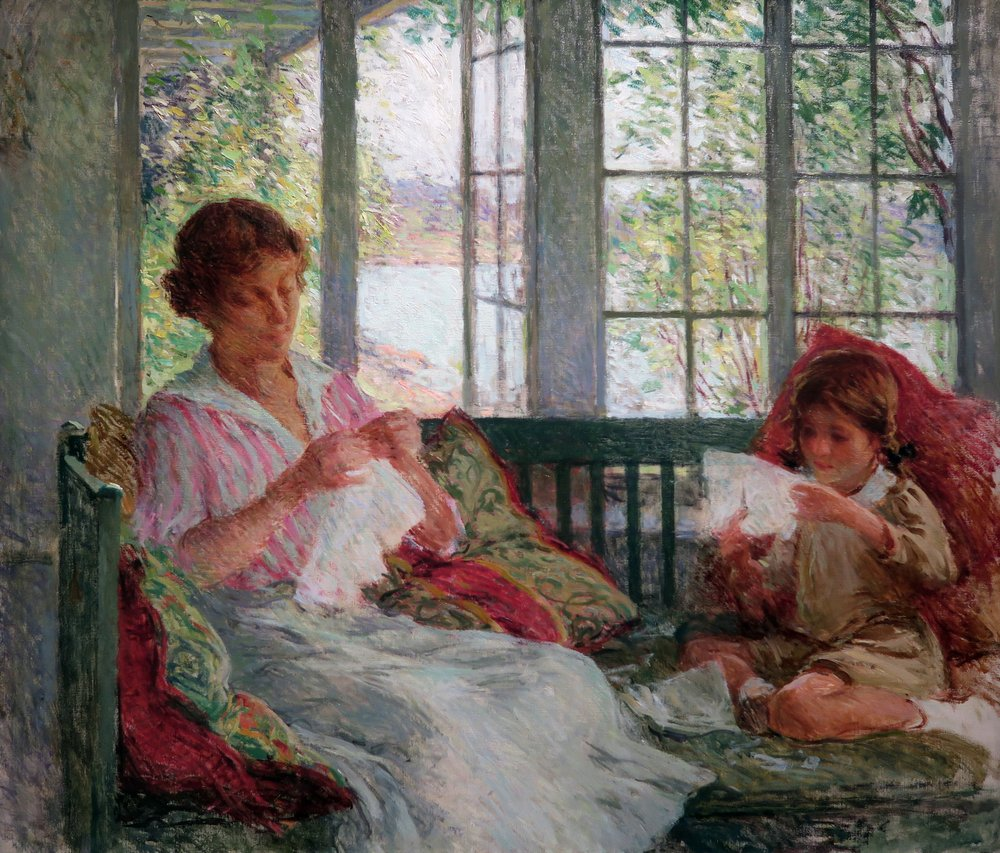
My Wife and Daughter
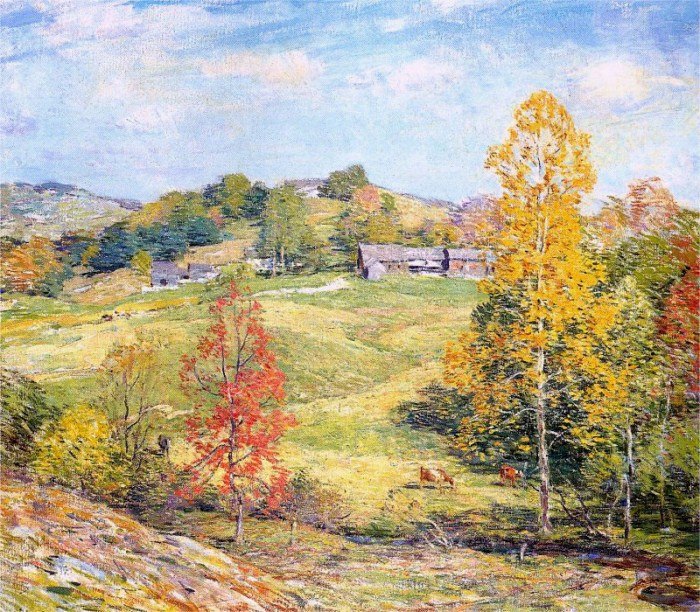
The Sillon
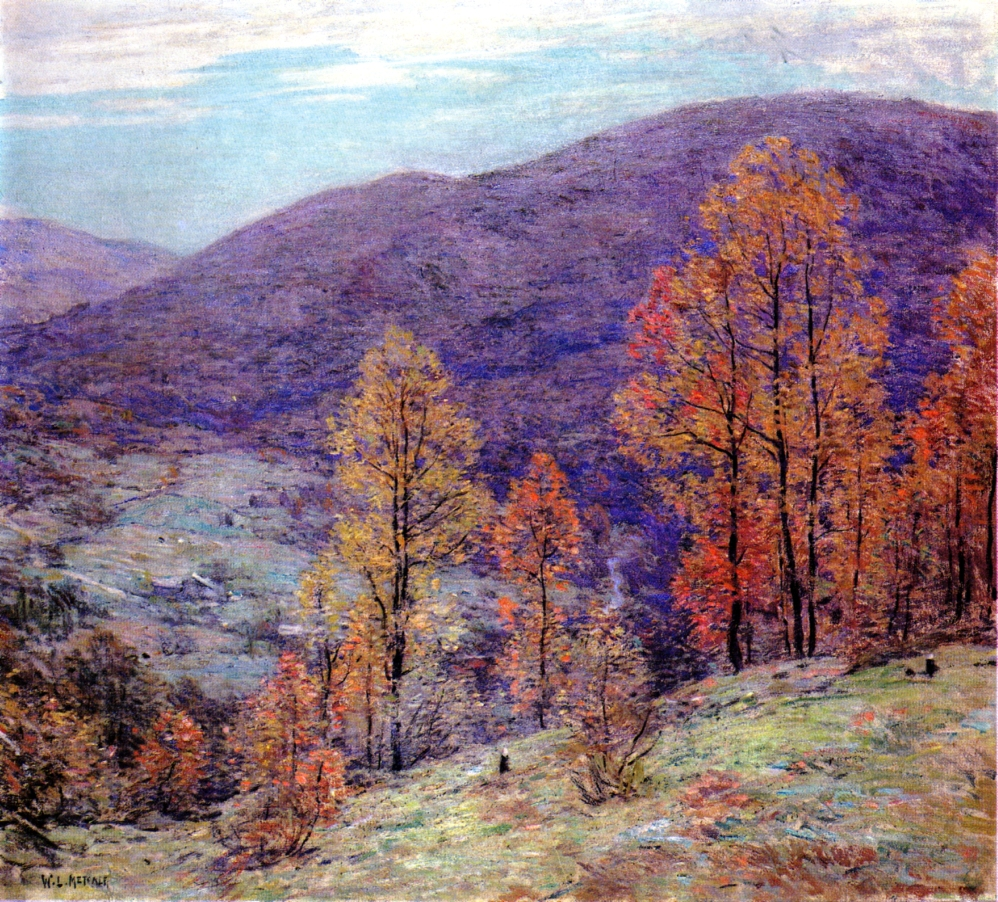
Autumn Glory
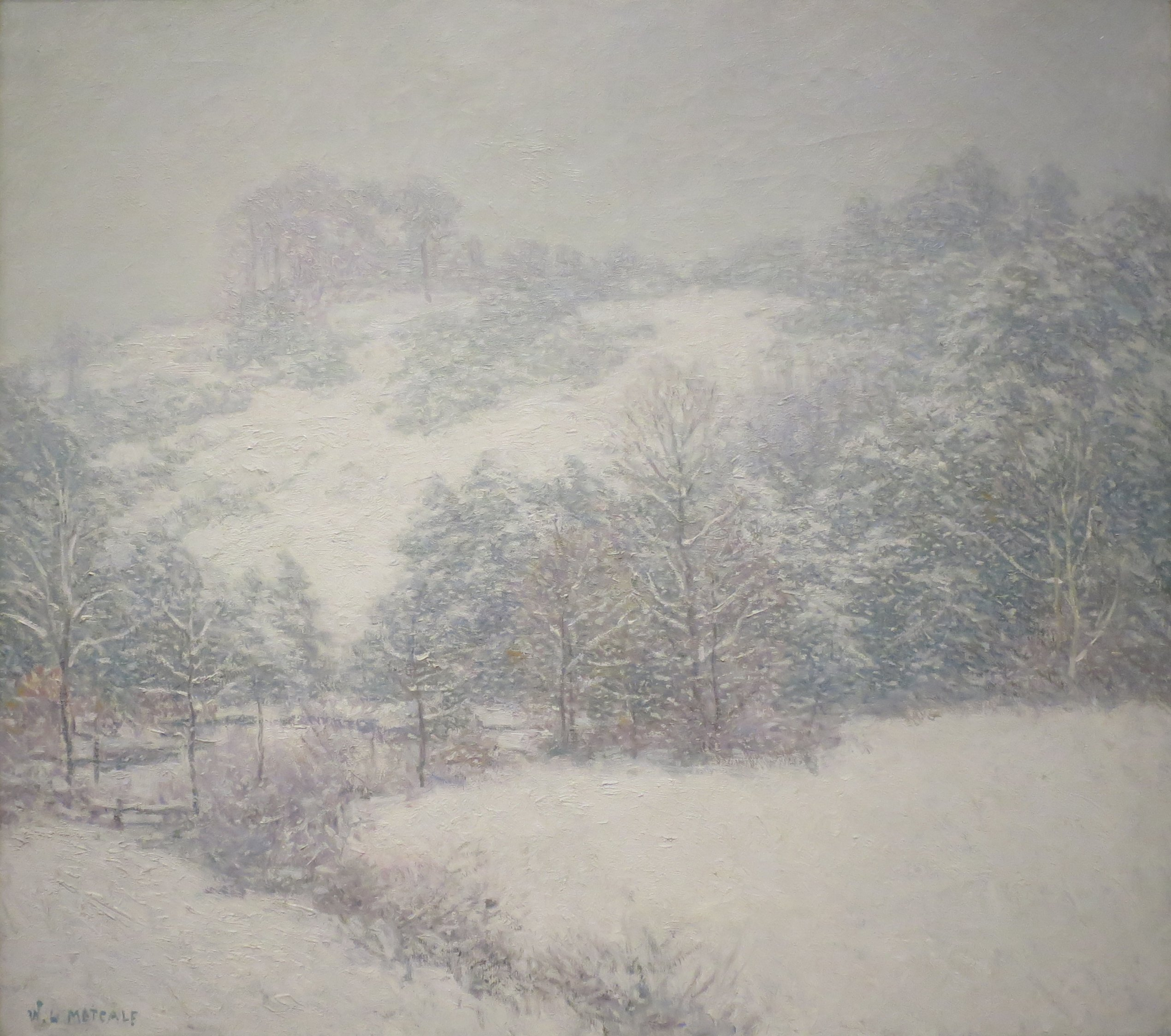
The Winter's Festival